# Вишневит
Вишневит — минерал группы канкринита.

## Общее описание
Формула: (Na,K)8[Si6Al6O24](SO4) ·2H2O
Сингония гексагональная. Плотные мелкозернистые агрегаты, каймы вокруг нефелина, реже крупные кристаллы. Цвет минерала голубой, жёлтый бесцветный, синий. Цвет черты белый. Блеск стеклянный, перламутровый или матовый. Твёрдость 5 — 5,5. Спайность средняя.
Происхождение метасоматическое (замещает нефелин). Минералы-спутники: нефелин, содалит, циркон, кальцит, биотит, цеолиты.

## Разновидности и синонимы
Карбонат-вишневит — разновидность минерала вишневит, в которой присутствует карбонат-ион. Формула карбонат-вишневита: Na8(AlSiO4)6O24(SO4)•2H2O
Синонимом является сульфат-канкринит.

## История открытия и месторождения
Впервые минерал был найден в Вишнёвых горах, Южный Урал, Россия. Был впервые описан в 1944 году советским геологом, академиком АН СССР Дмитрием Степановичем Белянкиным. Известен в России: Вишневые горы, Южный Урал; Ловозерский, Ковдорский массивы, Кольский полуостров; Сыннырский массив, Прибайкалье; в Гренландии: Gardiner complex, Kangerdlugssuaq Fjord; в США: штат Колорадо, Beaver Creek, Iron Hill, Gunnison Co.; в Танзании: Oldoinyo Lengai volcano; в Швеции: Allt a' Mhuillin, Loch Borralan.